# Susanne Jerusalem

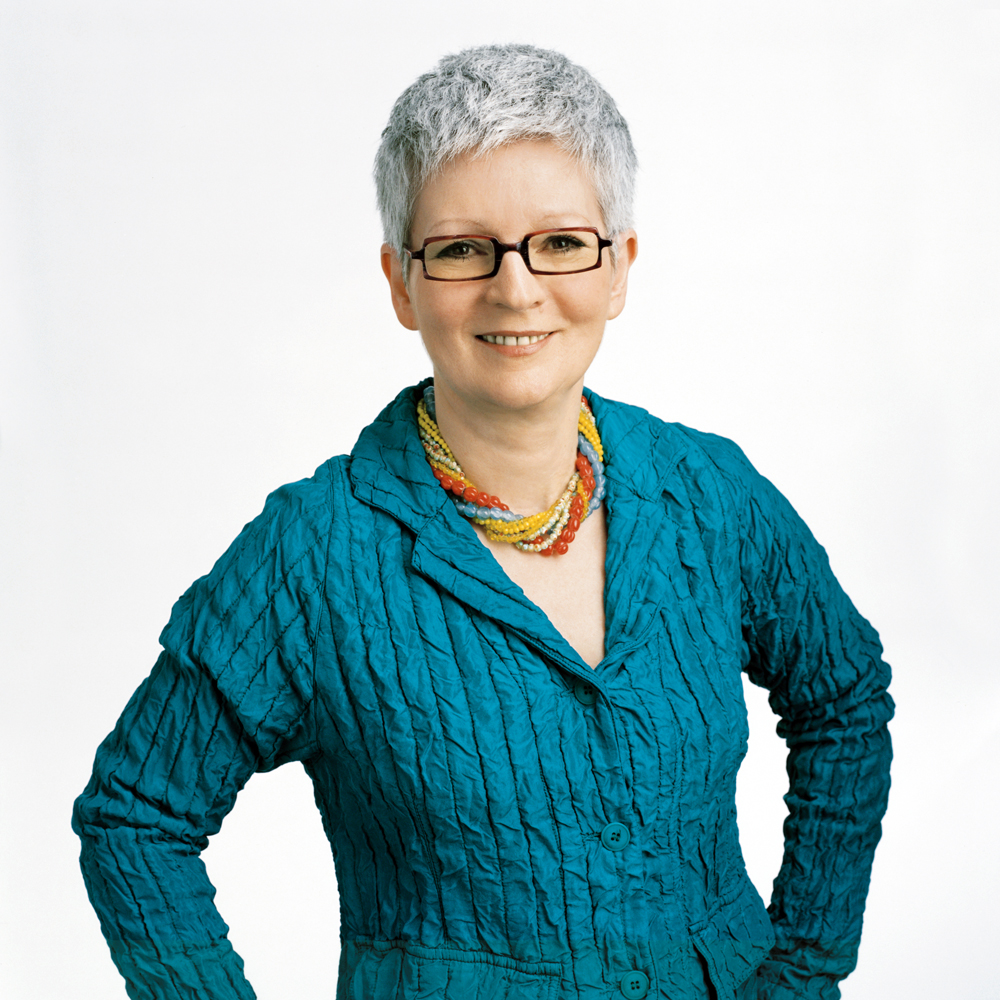
Susanne Jerusalem (2005)

Susanne Jerusalem (* 10. Mai 1950 in Wien) ist eine ehemalige österreichische Politikerin (Grüne). Sie war von 1991 bis 2010 Abgeordnete zum Landtag und Mitglied des Wiener Gemeinderats.

## Leben
Susanne Jerusalem ist Mitbegründerin der ersten freien Schule Wiens. Sie war 1987 bis 1991 Bezirksrätin im Wiener Gemeindebezirk Wieden und wechselte 1991 als Abgeordnete in den Wiener Landtag und wurde Mitglied des Gemeinderats der Stadt Wien. Ihre politischen Schwerpunkte lagen im Gemeinderat nach eigenen Angaben im Sozialbereich, in der Bildung und in der Politik für Kinder. Jerusalem wurde für die Bezirksvertretungswahl 2010 zur Spitzenkandidatin der Grünen Mariahilf gewählt, jedoch führte diese Wahl zur Spaltung der Bezirksgrünen. In der Folge trat mit der Liste „Echt Grün“ eine zweite Grüne Liste an, die jedoch den Einzug in die Bezirksvertretung verpasste. Jerusalem wurde in der Folge am 16. Dezember 2011 zur Bezirksvorsteher-Stellvertreterin in Mariahilf gewählt und schied gleichzeitig aus dem Landtag und Gemeinderat aus. Sie trat zuletzt bei der Bezirksvertretungswahl 2015 als Spitzenkandidatin der Mariahilfer Grünen an. Im Oktober 2016 gab sie ihren Rückzug aus der Politik bekannt.

## Auszeichnungen (Auswahl)
- 2023: Goldenes Ehrenzeichen für Verdienste um das Land Wien[3]